# جفرسون (جورجیا)
جفرسون، جورجیا (به انگلیسی: Jefferson, Georgia) یک شهر در ایالات متحده آمریکا با جمعیت ۹٬۴۳۲ نفر است که در جورجیا واقع شده‌است.

## موقعیت جغرافیایی
موقعیت جغرافیایی شهرها و مناطق اطراف به شرح زیر است: